# Gran Premio de Francia
El Gran Premio de Francia, inicialmente llamado Gran Premio de l'ACF, es una carrera de automovilismo de velocidad puntuable en el Campeonato Mundial de Fórmula 1.
Los Grandes Premios de automovilismo tuvieron su origen en Francia y el Gran Premio de Francia de 1906 fue una carrera internacional organizada por Automobile Club de France en el circuito de la Sarthe, con la participación de treinta y dos vehículos. El nombre Gran Premio se refería al premio de 45.000 francos franceses al ganador de la prueba. Dicha moneda valía 0,290 gramos de oro por unidad, de modo que el premio equivalía a 13 kg de oro.
El primer campeonato mundial fue organizado en 1925 en incluía además los Grandes Premios de Italia, Bélgica y la Indy 500. El Gran Premio de Francia forma parte del campeonato de Fórmula 1 desde sus inicios en 1950. Varios han sido los circuitos donde se ha disputado el Gran Premio de Francia. Entre 1991 y 2008, la carrera se corrió en el Circuito de Nevers Magny-Cours. La Fórmula 3000 Internacional y luego la GP2 Series han servido de teloneras desde 1999 hasta 2008.
Desde 2004, problemas financieros han puesto en duda la participación del Gran Premio de Francia en el campeonato de Fórmula 1. Ese circuito se corrió por última vez en 2008. Diez años más tarde, esta competencia volvió a celebrarse en Paul Ricard.

## Galería

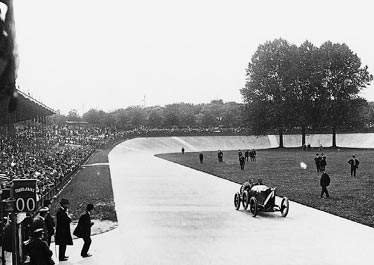
Georges Boillot ganando el Gran Premio de Francia de 1912.
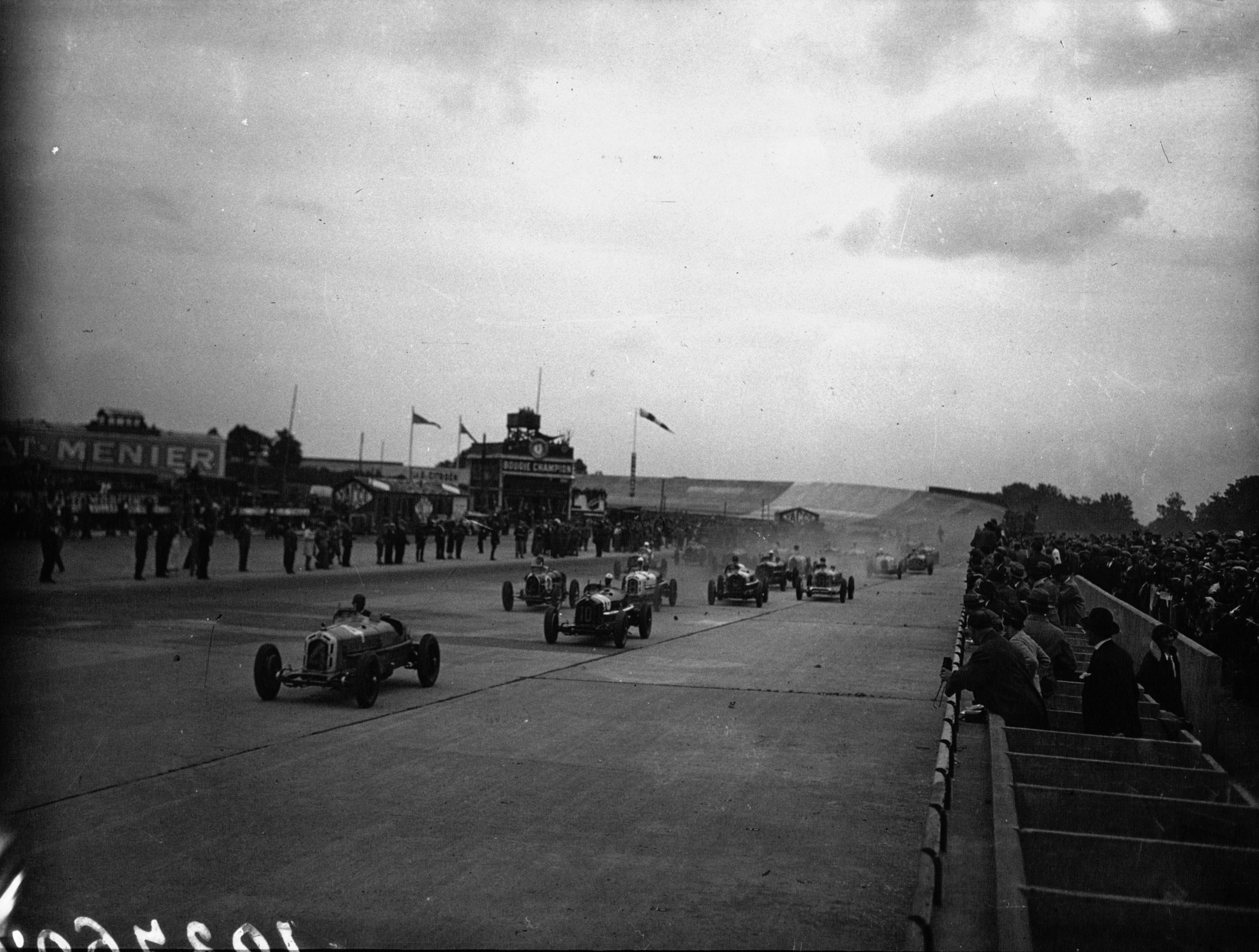
Largada del Gran Premio de Francia de 1933
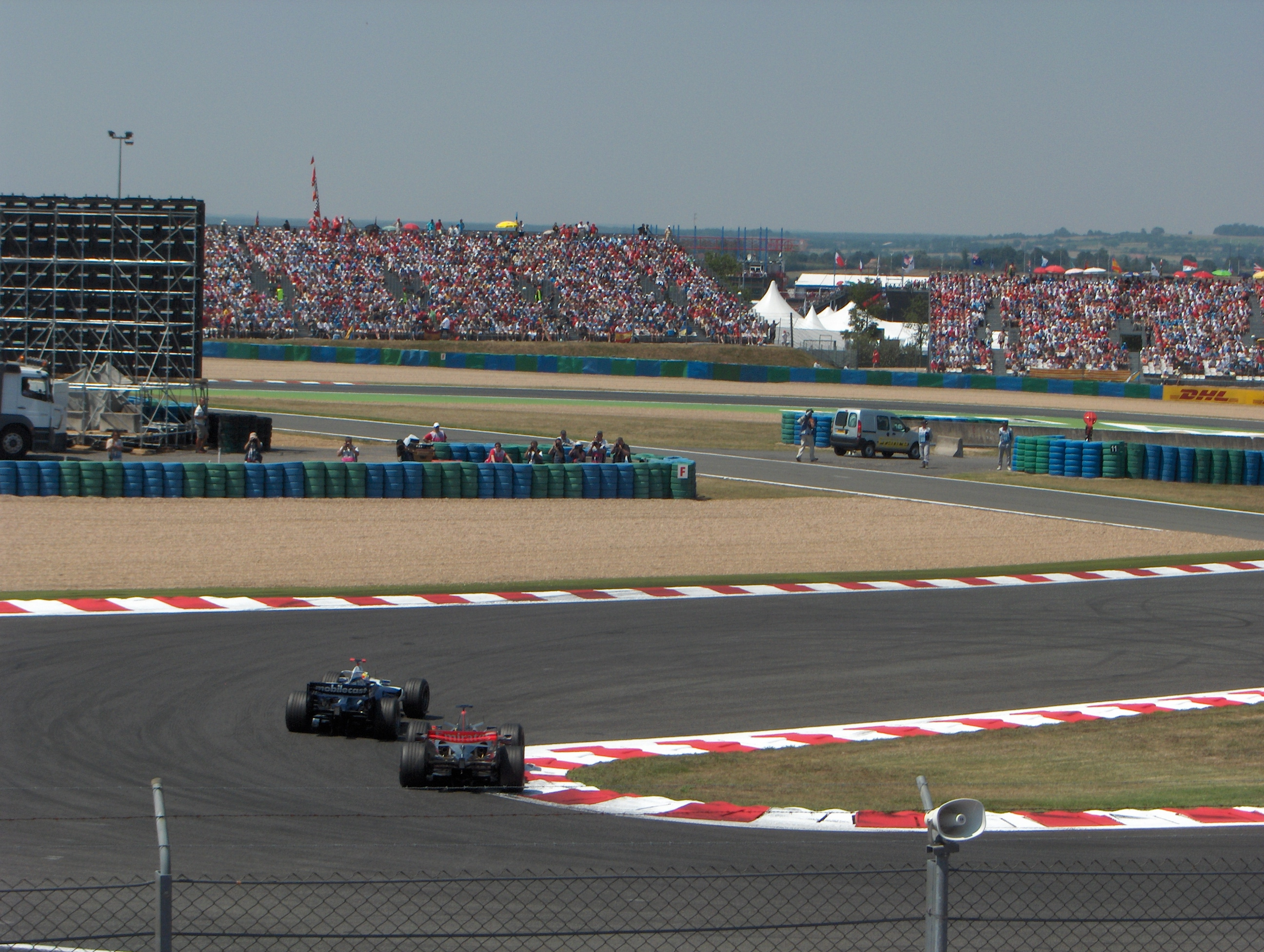
Gran Premio de Francia de 2006 en Magny-Cours

## Ganadores

### Fórmula 1
Los tres pilotos con más victorias en el Gran Premio de Francia fueron Michael Schumacher con ocho, Alain Prost con seis y Louis Chiron con cinco.
Las ediciones que no forman parte del Campeonato Mundial de Fórmula 1 están indicadas con un fondo de color rosado.
| Año        | Piloto                             | Constructor        | Circuito          | Resultados     |
| ---------- | ---------------------------------- | ------------------ | ----------------- | -------------- |
| 1906       | Ferenc Szisz                       | Renault            | Le Mans           | Resultados     |
| 1907       | Felice Nazzaro                     | Fiat               | Dieppe            | Resultados     |
| 1908       | Christian Lautenschlager           | Mercedes           | Dieppe            | Resultados     |
| 1909- 1911 | No se disputó.                     | No se disputó.     | No se disputó.    | No se disputó. |
| 1912       | Georges Boillot                    | Peugeot            | Dieppe            | Resultados     |
| 1913       | Georges Boillot (2)                | Peugeot            | Amiens            | Resultados     |
| 1914       | Christian Lautenschlager (2)       | Mercedes           | Lyon              | Resultados     |
| 1915- 1920 | No se disputó.                     | No se disputó.     | No se disputó.    | No se disputó. |
| 1921       | Jimmy Murphy                       | Duesenberg         | Le Mans           | Resultados     |
| 1922       | Felice Nazzaro (2)                 | Fiat               | Estrasburgo       | Resultados     |
| 1923       | Henry Segrave                      | Sunbeam            | Tours             | Resultados     |
| 1924       | Giuseppe Campari                   | Alfa Romeo         | Lyon              | Resultados     |
| 1925       | Robert Benoist Albert Divo         | Delage             | Montlhéry         | Resultados     |
| 1926       | Jules Goux                         | Bugatti            | Miramas           | Resultados     |
| 1927       | Robert Benoist (2)                 | Delage             | Montlhéry         | Resultados     |
| 1928       | William Grover-Williams            | Bugatti            | Saint-Gaudens     | Resultados     |
| 1929       | William Grover-Williams (2)        | Bugatti            | Le Mans           | Resultados     |
| 1930       | Philippe Étancelin                 | Bugatti            | Pau               | Resultados     |
| 1931       | Louis Chiron Achille Varzi         | Bugatti            | Montlhéry         | Resultados     |
| 1932       | Tazio Nuvolari                     | Alfa Romeo         | Montlhéry         | Resultados     |
| 1933       | Giuseppe Campari (2)               | Maserati           | Montlhéry         | Resultados     |
| 1934       | Louis Chiron (2)                   | Alfa Romeo         | Montlhéry         | Resultados     |
| 1935       | Rudolf Caracciola                  | Mercedes           | Montlhéry         | Resultados     |
| 1936       | Raymond Sommer Jean-Pierre Wimille | Bugatti            | Montlhéry         | Resultados     |
| 1937       | Louis Chiron (3)                   | Talbot             | Montlhéry         | Resultados     |
| 1938       | Manfred von Brauchitsch            | Mercedes           | Reims             | Resultados     |
| 1939       | Hermann Paul Müller                | Auto Union         | Reims             | Resultados     |
| 1940- 1946 | No se disputó.                     | No se disputó.     | No se disputó.    | No se disputó. |
| 1947       | Louis Chiron (4)                   | Talbot-Lago        | Lyon-Parilly      | Resultados     |
| 1948       | Jean-Pierre Wimille (2)            | Alfa Romeo         | Reims             | Resultados     |
| 1949       | Louis Chiron (5)                   | Talbot-Lago        | Reims             | Resultados     |
| 1949       | Charles Pozzi                      | Delahaye           | Cominges          | Resultados     |
| 1950       | Juan Manuel Fangio                 | Alfa Romeo         | Reims             | Resultados     |
| 1951       | Juan Manuel Fangio (2)             | Alfa Romeo         | Reims             | Resultados     |
| 1952       | Alberto Ascari                     | Ferrari            | Rouen-Les-Essarts | Resultados     |
| 1953       | Mike Hawthorn                      | Ferrari            | Reims             | Resultados     |
| 1954       | Juan Manuel Fangio (3)             | Mercedes           | Reims             | Resultados     |
| 1955       | No se disputó.                     | No se disputó.     | No se disputó.    | No se disputó. |
| 1956       | Peter Collins                      | Ferrari            | Reims             | Resultados     |
| 1957       | Juan Manuel Fangio (4)             | Maserati           | Rouen-Les-Essarts | Resultados     |
| 1958       | Mike Hawthorn (2)                  | Ferrari            | Reims             | Resultados     |
| 1959       | Tony Brooks                        | Ferrari            | Reims             | Resultados     |
| 1960       | Jack Brabham                       | Cooper-Climax      | Reims             | Resultados     |
| 1961       | Giancarlo Baghetti                 | Ferrari            | Reims             | Resultados     |
| 1962       | Dan Gurney                         | Porsche            | Rouen-Les-Essarts | Resultados     |
| 1963       | Jim Clark                          | Lotus-Climax       | Reims             | Resultados     |
| 1964       | Dan Gurney (2)                     | Brabham-Climax     | Rouen-Les-Essarts | Resultados     |
| 1965       | Jim Clark (2)                      | Lotus-Climax       | Charade           | Resultados     |
| 1966       | Jack Brabham (2)                   | Brabham-Repco      | Reims             | Resultados     |
| 1967       | Jack Brabham (3)                   | Brabham-Repco      | Le Mans           | Resultados     |
| 1968       | Jacky Ickx                         | Ferrari            | Rouen-Les-Essarts | Resultados     |
| 1969       | Jackie Stewart                     | Matra-Ford         | Charade           | Resultados     |
| 1970       | Jochen Rindt                       | Lotus-Ford         | Charade           | Resultados     |
| 1971       | Jackie Stewart (2)                 | Tyrrell-Ford       | Paul Ricard       | Resultados     |
| 1972       | Jackie Stewart (3)                 | Tyrrell-Ford       | Charade           | Resultados     |
| 1973       | Ronnie Peterson                    | Lotus-Ford         | Paul Ricard       | Resultados     |
| 1974       | Ronnie Peterson (2)                | Lotus-Ford         | Dijon             | Resultados     |
| 1975       | Niki Lauda                         | Ferrari            | Paul Ricard       | Resultados     |
| 1976       | James Hunt                         | McLaren-Ford       | Paul Ricard       | Resultados     |
| 1977       | Mario Andretti                     | Lotus-Ford         | Dijon             | Resultados     |
| 1978       | Mario Andretti (2)                 | Lotus-Ford         | Paul Ricard       | Resultados     |
| 1979       | Jean-Pierre Jabouille              | Renault            | Dijon             | Resultados     |
| 1980       | Alan Jones                         | Williams-Ford      | Paul Ricard       | Resultados     |
| 1981       | Alain Prost                        | Renault            | Dijon             | Resultados     |
| 1982       | René Arnoux                        | Renault            | Paul Ricard       | Resultados     |
| 1983       | Alain Prost (2)                    | Renault            | Paul Ricard       | Resultados     |
| 1984       | Niki Lauda (2)                     | McLaren-TAG        | Dijon             | Resultados     |
| 1985       | Nelson Piquet                      | Brabham-BMW        | Paul Ricard       | Resultados     |
| 1986       | Nigel Mansell                      | Williams-Honda     | Paul Ricard       | Resultados     |
| 1987       | Nigel Mansell (2)                  | Williams-Honda     | Paul Ricard       | Resultados     |
| 1988       | Alain Prost (3)                    | McLaren-Honda      | Paul Ricard       | Resultados     |
| 1989       | Alain Prost (4)                    | McLaren-Honda      | Paul Ricard       | Resultados     |
| 1990       | Alain Prost (5)                    | Ferrari            | Paul Ricard       | Resultados     |
| 1991       | Nigel Mansell (3)                  | Williams-Renault   | Magny Cours       | Resultados     |
| 1992       | Nigel Mansell (4)                  | Williams-Renault   | Magny Cours       | Resultados     |
| 1993       | Alain Prost (6)                    | Williams-Renault   | Magny Cours       | Resultados     |
| 1994       | Michael Schumacher                 | Benetton-Ford      | Magny Cours       | Resultados     |
| 1995       | Michael Schumacher (2)             | Benetton-Renault   | Magny Cours       | Resultados     |
| 1996       | Damon Hill                         | Williams-Renault   | Magny Cours       | Resultados     |
| 1997       | Michael Schumacher (3)             | Ferrari            | Magny Cours       | Resultados     |
| 1998       | Michael Schumacher (4)             | Ferrari            | Magny Cours       | Resultados     |
| 1999       | Heinz-Harald Frentzen              | Jordan-Mugen-Honda | Magny Cours       | Resultados     |
| 2000       | David Coulthard                    | McLaren-Mercedes   | Magny Cours       | Resultados     |
| 2001       | Michael Schumacher (5)             | Ferrari            | Magny Cours       | Resultados     |
| 2002       | Michael Schumacher (6)             | Ferrari            | Magny Cours       | Resultados     |
| 2003       | Ralf Schumacher                    | Williams-BMW       | Magny Cours       | Resultados     |
| 2004       | Michael Schumacher (7)             | Ferrari            | Magny Cours       | Resultados     |
| 2005       | Fernando Alonso                    | Renault            | Magny Cours       | Resultados     |
| 2006       | Michael Schumacher (8)             | Ferrari            | Magny Cours       | Resultados     |
| 2007       | Kimi Räikkönen                     | Ferrari            | Magny Cours       | Resultados     |
| 2008       | Felipe Massa                       | Ferrari            | Magny Cours       | Resultados     |
| 2009- 2017 | No se disputó.                     | No se disputó.     | No se disputó.    | No se disputó. |
| 2018       | Lewis Hamilton                     | Mercedes           | Paul Ricard       | Resultados     |
| 2019       | Lewis Hamilton (2)                 | Mercedes           | Paul Ricard       | Resultados     |
| 2020       | No se disputó.                     | No se disputó.     | No se disputó.    | No se disputó. |
| 2021       | Max Verstappen                     | Red Bull-Honda     | Paul Ricard       | Resultados     |
| 2022       | Max Verstappen (2)                 | Red Bull-RBPT      | Paul Ricard       | Resultados     |

1. ↑  Ese año se disputaron dos Gran Premio de Francia.

## Estadísticas

### Pilotos con más victorias
| Victorias | Piloto                | Años                                           |
| --------- | --------------------- | ---------------------------------------------- |
| 8         | Michael Schumacher    | 1994, 1995, 1997, 1998, 2001, 2002, 2004, 2006 |
| 6         | Alain Prost           | 1981, 1983, 1988, 1989, 1990, 1993             |
| 4         | Juan Manuel Fangio    | 1950, 1951, 1954, 1957                         |
| 4         | Nigel Mansell         | 1986, 1987, 1991, 1992                         |
| 3         | Jack Brabham          | 1960, 1966, 1967                               |
| 3         | Jackie Stewart        | 1969, 1971, 1972                               |
| 2         | Mike Hawthorn         | 1953, 1958                                     |
| 2         | Dan Gurney            | 1962, 1964                                     |
| 2         | Jim Clark             | 1963, 1965                                     |
| 2         | Ronnie Peterson       | 1973, 1974                                     |
| 2         | Mario Andretti        | 1977, 1978                                     |
| 2         | Niki Lauda            | 1975, 1984                                     |
| 2         | Lewis Hamilton        | 2018, 2019                                     |
| 2         | Max Verstappen        | 2021, 2022                                     |
| 1         | Alberto Ascari        | 1952                                           |
| 1         | Peter Collins         | 1956                                           |
| 1         | Tony Brooks           | 1959                                           |
| 1         | Giancarlo Baghetti    | 1961                                           |
| 1         | Jacky Ickx            | 1968                                           |
| 1         | Jochen Rindt          | 1970                                           |
| 1         | James Hunt            | 1976                                           |
| 1         | Jean-Pierre Jabouille | 1979                                           |
| 1         | Alan Jones            | 1980                                           |
| 1         | René Arnoux           | 1982                                           |
| 1         | Nelson Piquet         | 1985                                           |
| 1         | Damon Hill            | 1996                                           |
| 1         | Heinz-Harald Frentzen | 1999                                           |
| 1         | David Coulthard       | 2000                                           |
| 1         | Ralf Schumacher       | 2003                                           |
| 1         | Fernando Alonso       | 2005                                           |
| 1         | Kimi Räikkönen        | 2007                                           |
| 1         | Felipe Massa          | 2008                                           |

### Constructores con más victorias
| Victorias | Constructor | Años                                                                                                 |
| --------- | ----------- | --- |
| 17        | Ferrari     | 1952, 1953, 1956, 1958, 1959, 1961, 1968, 1975, 1990, 1997, 1998, 2001, 2002, 2004, 2006, 2007, 2008 |
| 8         | Williams    | 1980, 1986, 1987, 1991, 1992, 1993, 1996, 2003                                                       |
| 7         | Lotus       | 1963, 1965, 1970, 1973, 1974, 1977, 1978                                                             |
| 5         | McLaren     | 1976, 1984, 1988, 1989, 2000                                                                         |
| 5         | Renault     | 1979, 1981, 1982, 1983, 2005                                                                         |
| 4         | Brabham     | 1964, 1966, 1967, 1985                                                                               |
| 3         | Mercedes    | 1954, 2018, 2019                                                                                     |
| 2         | Alfa Romeo  | 1950, 1951                                                                                           |
| 2         | Tyrrell     | 1971, 1972                                                                                           |
| 2         | Benetton    | 1994, 1995                                                                                           |
| 2         | Red Bull    | 2021, 2022                                                                                           |
| 1         | Maserati    | 1957                                                                                                 |
| 1         | Cooper      | 1960                                                                                                 |
| 1         | Porsche     | 1962                                                                                                 |
| 1         | Matra       | 1969                                                                                                 |
| 1         | Jordan      | 1999                                                                                                 |

### Motores con más victorias
| Victorias | Motor      | Años                                                                                                 |
| --------- | ---------- | --- |
| 17        | Ferrari    | 1952, 1953, 1956, 1958, 1959, 1961, 1968, 1975, 1990, 1997, 1998, 2001, 2002, 2004, 2006, 2007, 2008 |
| 11        | Ford       | 1969, 1970, 1971, 1972, 1973, 1974, 1976, 1977, 1978, 1980, 1994                                     |
| 10        | Renault    | 1979, 1981, 1982, 1983, 1991, 1992, 1993, 1995, 1996, 2005                                           |
| 5         | Honda      | 1986, 1987, 1988, 1989, 2021                                                                         |
| 4         | Mercedes   | 1954, 2000, 2018, 2019                                                                               |
| 4         | Climax     | 1960, 1963, 1964, 1965                                                                               |
| 2         | Alfa Romeo | 1950, 1951                                                                                           |
| 2         | Repco      | 1966, 1967                                                                                           |
| 2         | BMW        | 1985, 2003                                                                                           |
| 1         | Maserati   | 1957                                                                                                 |
| 1         | Porsche    | 1962                                                                                                 |
| 1         | TAG        | 1984                                                                                                 |
| 1         | Mugen      | 1999                                                                                                 |
| 1         | RBPT       | 2022                                                                                                 |